# Полтавкинская культура

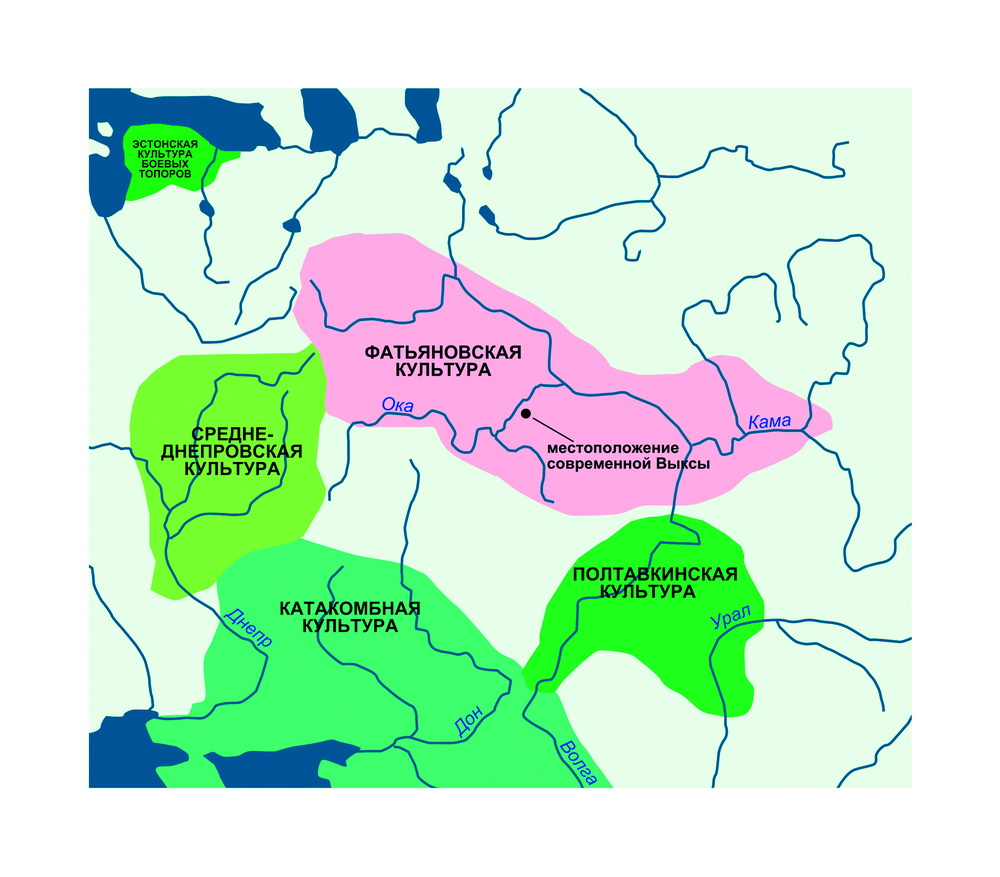
Полтавкинская культура

Полта́вкинская культу́ра — археологическая культура начала и середины бронзового века в Волго-Уральском регионе. Датируется 2700—2200 годами до н. э.

## История изучения
Выделена Pay в 1928 как «полтавкинская ступень» культур бронзового века Поволжья, предшествовавшая сложению срубной культуры. 

## Локализация
Располагалась в Среднем Поволжье от Волго-Донского канала до Самарской Луки, на востоке — до границ Казахстана и по долине реки Самара западнее Оренбурга.

## Генетические связи
Полтавкинская культура является преемницей восточного ареала ямной культуры, наряду с катакомбной культурой на западе. Существуют свидетельства влияния майкопской культуры на её южные территории. По мнению П. Ф. Кузнецова, возникновение полтавкинской культуры может быть связано с миграцией из Предкавказья на Волгу группы населения новотитаровской культуры, которую связывает с полтавкинской ряд общих черт погребального обряда, краниологии, металлических и костяных изделий. Полтавкинская культура стала основой для более поздних срубной и потаповской культур.

## Материальная культура
Единственными значимыми отличиями полтавкинской культуры от ямной являются изменения в гончарных изделиях и увеличение количества металлических вещей. Ямные захоронения продолжаются, но с меньшим использованием охры.

## Антропология и палеогенетика
Антропологически носители полтавкинской культуры относятся к европеоидам. На раннем этапе преобладают брахикефальные черепа, на позднем этапе появляется долихокефалия.
Антропологи отмечают заметную разницу в частотах краниоскопических признаков между полтавкинцами Волго-Уралья и их предшественниками ямниками, что свидетельствует о примеси пришлого южноевропеоидного населения. Отмечается также значительное сходство носителей полтавкинской культуры с правобережными нижнедонскими группами катакомбной культуры.
У представителей полтавкинской культуры, живших 4900—4400 лет назад, были обнаружены Y-хромосомные гаплогруппы R1b1a2, R1b1a2a, R1b1a2a2 (2 образца), R1a1a1b2a, N2-Y6503 и митохондриальные гаплогруппы H6a2, H13a1a, U2d2, U5a1c, I3a.